# Anubisz házának rejtélyei
Az Anubisz házának rejtélyei  egy 2011-ben debütált amerikai-angol filmsorozat. Első epizódja 2011. január 1-jén került adásba az Amerikai Egyesült Államokban a Nickelodeonon, a magyarországi premier 2011 júniusában volt.
A sorozatban 9 tinédzser életét követhetjük nyomon egy nagy hírű angol bentlakásos iskolában. A sorozat főszereplői az Anubisz házban laknak (az egyiptomi istenről elnevezve).

## Bevezetés
Nina Martin (Nathalia Ramos), aki eddig a nagymamájával az Amerikai Egyesült Államokban élt a szülei halála óta, elmegy az Egyesült Királyságba és beköltözik az Anubisz házba. Azonban ezzel egyidejűleg, egy már régebb óta ott lakó lány, Joy Mercer (Klariza Clayton) hirtelen és különös módon eltűnik, anélkül, hogy társait erről értesítené. Victor Rodenmaar (Francis Magee) próbálja Joy létezését kitörölni az iskola történetéből.
Patricia Williamson (Jade Ramsey), Joy legjobb barátnője, felfedezi hogy Joy elhagyta az iskolát úgy, hogy őt erről nem tájékoztatta. Ez számára igen furcsa, összefüggést sejt Joy eltűnése és Nina Martin érkezése között, ráadásul Nina lesz Patricia új szobatársa (Joy helyett). Nina később találkozik egy kissé zavarodott idős hölggyel, aki azt mondja, Sarahnak hívják, azonban mikor Nina visszakíséri őt az öregek otthonába, az ápoló azt mondja a nőt Emilynek hívják és nagyon keveset tudnak róla. Sarah azt állítja, régebben a házban élt.

### Első évad
Mivel Patrica kivételével mindenki kezdi lassan elfelejteni Joyt, úgy tesz, mintha ő is megbarátkozna Ninával, majd kitalálja, hogy egy beavató ceremónián kell átmennie Ninának. Az a feladata, hogy ellopja a padlás kulcsát Victortól (ahova tilos felmenni), majd lehozzon onnan valamit. Nehezen, de sikerül teljesítenie a feladatot, és a feladat során rátalál egy titkos szobára a padláson, ahol talál egy festményt, ami elvezeti őt és Fabian Ruttert (Brad Kavanagh) a ház kincsének első darabjához.

### Második évad
Miután a diákok visszatérnek az Anubis házba, Nina egy különös szellemmel álmodik, majd ez a szellem, Sankhara megjelenik a Sibuna klub többi tagjának álmában is, és megbélyegzi őket Anubis jelével. A küldetésük az, hogy különböző veszélyes feladatok elvégzésével megtalálják a maszkot, különben az életükkel lakolnak.

### Harmadik évad
Az évadban már nem szerepel Nina Martin és a sorozat elején távozik Amber Millington. Nem került szinkronizálásra. Nem vetítették Magyarországon.

### Ré próbaköve
A diákok elballagnak és a sorozat véget ér. Nem került szinkronizálásra. Nem vetítették Magyarországon.

## Szereplők

### Főszereplők
| Név                 | Színész/nő                     | Szinkronhang             |
| ------------------- | ------------------------------ | ------------------------ |
| Nina Martin         | Nathalia Ramos                 | Andrádi Zsanett          |
| Fabian Rutter       | Brad Kavanagh                  | Kováts Dániel            |
| Patricia Williamson | Jade Ramsey                    | Szabó Zselyke            |
| Amber Millington    | Ana Mulvoy Ten                 | Molnár Ilona             |
| Jerome Clarke       | Eugene Simon                   | Ungvári Gergő            |
| Alfie Lewis         | Alex Sawyer                    | Czető Roland             |
| Mara Jaffray        | Tasie Dhanraj (Tasie Lawrence) | Tamási Nikolett          |
| Mick Campbell       | Bobby Lockwood                 | Barát István             |
| Joy Mercer          | Klariza Clayton                | Czető Zsanett (1. évad)  |
| Joy Mercer          | Klariza Clayton                | Gerhát Barbara (2. évad) |
| Eddie Miller        | Burkely Duffield               | Czető Ádám               |
| KT Rush             | Alexandra Shipp                | nem szinkronizált        |
| Willow Jenks        | Louisa Connolly-Burnham        | nem szinkronizált        |

### Mellékszereplők
| Név                     | Színész/nő                    | Szinkronhang          |
| ----------------------- | ----------------------------- | --------------------- |
| Victor Rodenmaar Jr.    | Francis Magee                 | Gubányi György István |
| Trudy Rehmann           | Mina Anwar                    | Törtei Tünde          |
| Mrs. Daphne Andrews     | Julia Deakin                  |                       |
| Mr. Eric Sweet          | Paul Anthony-Barber Pál Tamás |                       |
| Rufus Zeno              | Roger Barclay                 | Király Adrián         |
| Sarah Frobisher-Smythe  | Rita Davies                   | Kassai Ilona          |
| Esther Robinson         | Catherine Bailey              |                       |
| Gran                    | Gwyneth Powell                |                       |
| Senkhara                | Sophiya Haque                 | Agócs Judit           |
| Poppy Clarke            | Frances Encell                | Czető Zsanett         |
| Vera Devenish           | Poppy Miller                  |                       |
| Jasper Chouhary         | Sartaj Garewal                | Maday Gábor           |
| Piper Williamson        | Nikita Ramsey                 | Szabó Zselyke         |
| Caroline Denby          | Susy Kane                     |                       |
| Harriet Denby           | Bryony Afferson               |                       |
| Ammut                   | Felicity Gilbert              |                       |
| Robert Frobisher-Smythe | John Sackville                | Minárovits Péter      |
| Ben Reed                | Freddie Boath                 |                       |
| Sophia                  | Claudia Jessie                |                       |
| Dexter                  | Jake Davis                    |                       |
| Cassie                  | Roxy Fitzgerald               |                       |
| Erin                    | Kae Alexander                 |                       |

## Évadok
Az Anubisz házának rejtélyei epizódjainak listája

## Díjak és jelölések
- 2011 A Nickelodeon Kids Choice Awards díjátadóján a kedvenc sorozat kategóriában a sorozat díjat nyert.